# 让-弗雷德里克·沙皮伊

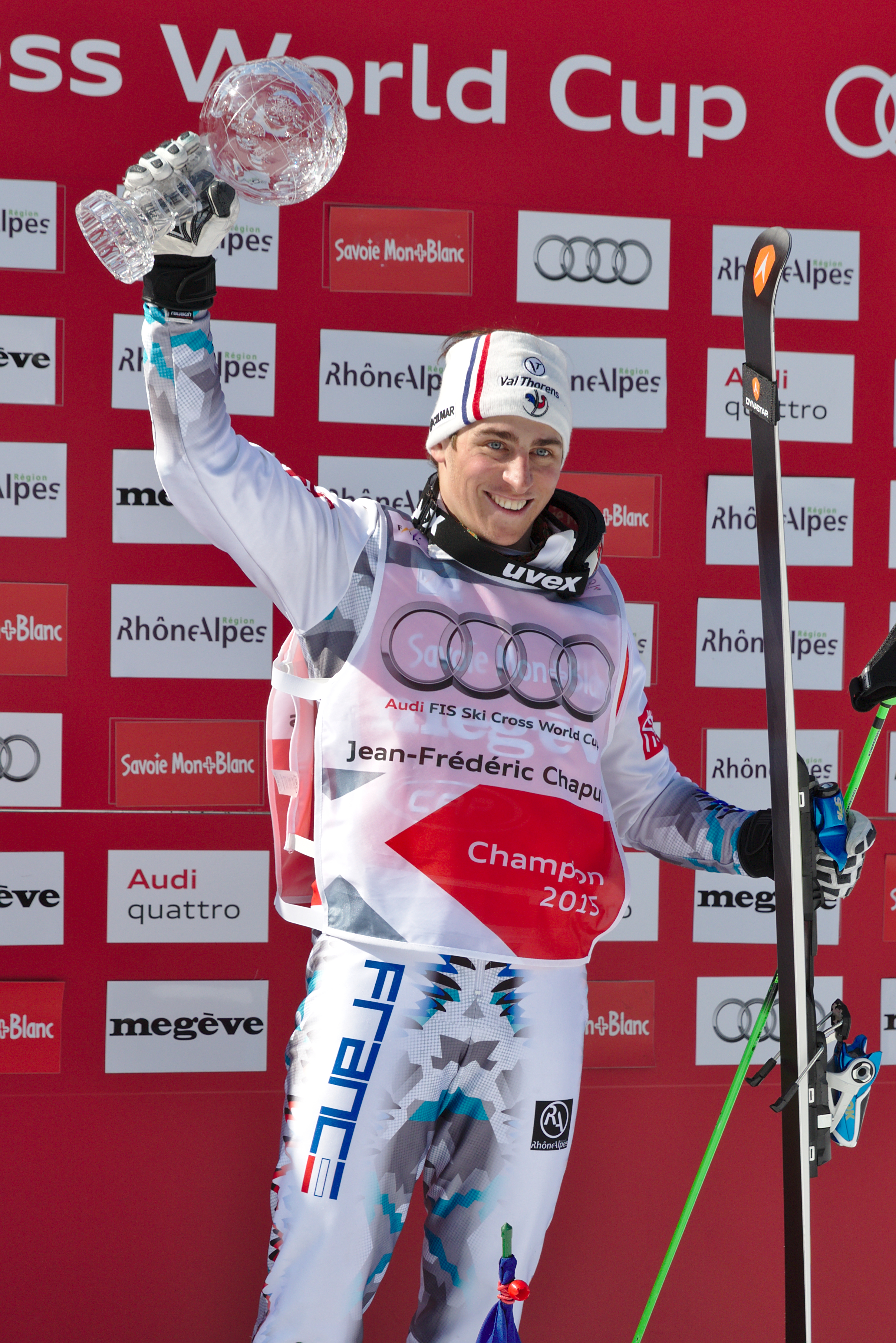
让-弗雷德里克·沙皮伊

让-弗雷德里克·沙皮伊（法語：Jean-Frédéric Chapuis，1989年3月2日—），法国男子自由式滑雪运动员。他曾代表法国参加2014年、2018年和2022年冬季奥林匹克运动会自由式滑雪比赛，获得一枚金牌。